# Copa de Brandenburgo
La Copa de Brandenburgo (en alemán: Brandenburgischer Landespokal), llamada Krombacher Pokal Brandenburg por razones de patrocinio, es una de las 21 competiciones regionales que forman parte de la Copa Asociación Alemana y que da como premio la clasificación a la Copa de Alemania.

## Historia
La copa fue creada en 1991 tras la reunificación alemana y en ella participan los equipos pertenecientes al estado de Brandenburgo y es organizada por la Asociación de Fútbol de Brandenburgo.

## Ediciones anteriores
| Fecha | Campeón                     | Finalista                      | Resultado              | Sede                                              |
| ----- | --------------------------- | ------------------------------ | ---------------------- | ------------------------------------------------- |
| 1991  | ESV Lok Cottbus             | –                              | –                      | —                                                 |
| 1992  | Eisenhüttenstädter FC Stahl | –                              | –                      | —                                                 |
| 1993  | Eisenhüttenstädter FC Stahl | SV Empor Mühlberg              | 3–1                    | Waldstadion, Ludwigsfelde                         |
| 1994  | FC Stahl Brandenburg        | 1. FC Schwedt                  | 5–1                    | Werner-Seelenbinder-Stadion, Luckenwalde          |
| 1995  | FC Energie Cottbus          | FV Motor Eberswalde            | 2–1                    | Stadion der Freundschaft, Königs Wusterhausen     |
| 1996  | FC Energie Cottbus          | Frankfurter FC Viktoria        | 1–0                    | Oderbruchstadion, Seelow                          |
| 1997  | FC Energie Cottbus          | Eisenhüttenstädter FC Stahl II | 6–1                    | Sportanlage am Baumschulenweg, Guben              |
| 1998  | FC Energie Cottbus II       | Eisenhüttenstädter FC Stahl    | 2–1                    | Stadion der Freundschaft, Cottbus                 |
| 1999  | SV Babelsberg 03            | Eisenhüttenstädter FC Stahl    | 5–2                    | Jahnstadion, Schöneiche                           |
| 2000  | SV Babelsberg 03            | Frankfurter FC Viktoria        | 2–1 (a.e.t.)           | Stadion der Freundschaft, Frankfurt (Oder)        |
| 2001  | FC Energie Cottbus II       | SV Babelsberg 03               | 3–1                    | Stadion der Freundschaft, Cottbus                 |
| 2002  | Eisenhüttenstädter FC Stahl | Frankfurter FC Viktoria        | 2–0                    | Stadion der Freundschaft, Frankfurt (Oder)        |
| 2003  | Ludwigsfelder FC            | Brandenburger SC Süd 05        | 1–0                    | Waldstadion, Ludwigsfelde                         |
| 2004  | SV Germania Schöneiche      | FSV Optik Rathenow             | 1–0 (a.e.t.)           | Jahnstadion, Schöneiche                           |
| 2005  | MSV Neuruppin               | SV Babelsberg 03               | 2–1 (a.e.t.)           | Volksparkstadion, Neuruppin                       |
| 2006  | SV Babelsberg 03            | MSV Neuruppin                  | 2–1                    | Karl-Liebknecht-Stadion, Potsdam                  |
| 2007  | SV Babelsberg 03            | Ludwigsfelder FC               | 3–2                    | Karl-Liebknecht-Stadion, Potsdam                  |
| 2008  | SV Babelsberg 03            | SV Falkensee-Finkenkrug        | 1–0                    | Sportplatz Leistikowstraße, Falkensee             |
| 2009  | SV Babelsberg 03            | SV Germania Schöneiche         | 1–0                    | Jahnstadion, Schöneiche                           |
| 2010  | SV Babelsberg 03 II         | Brandenburger SC Süd 05        | 1–1 (a.e.t.), 4–3 pen. | Karl-Liebknecht-Stadion, Potsdam                  |
| 2011  | SV Babelsberg 03            | VfB Hohenleipisch              | 3–0                    |                                                   |
| 2012  | SV Falkensee-Finkenkrug     | SV Babelsberg 03               | 2–1                    | Sportplatz Leistikowstraße, Falkensee             |
| 2013  | FSV Optik Rathenow          | SV Altlüdersdorf               | 4–3 pen                | Sport- und Gemeindezentrum, Gransee-Altlüdersdorf |
| 2014  | FSV Optik Rathenow          | SV Babelsberg 03               | 3–1                    | Stadion Vogelgesang, Rathenow                     |
| 2015  | Energie Cottbus             | FSV Union Fürstenwalde         | 3–2                    | Friesenstadion, Fürstenwalde                      |
| 2016  | SV Babelsberg 03            | FSV 63 Luckenwalde             | 3–1                    | Werner-Seelenbinder-Stadion, Luckenwalde          |
| 2017  | Energie Cottbus             | FSV 63 Luckenwalde             | 2–0                    | Stadion der Freundschaft, Cottbus                 |
| 2018  | Energie Cottbus             | SV Babelsberg 03               | 1–0                    | Karl-Liebknecht-Stadion, Potsdam                  |
| 2019  | Energie Cottbus             | FSV Optik Rathenow             | 1–0                    | Stadion Vogelgesang, Rathenow                     |
| 2020  | Union Fürstenwalde          | SV Babelsberg                  | 2–1                    | Werner-Seelenbinder-Stadion, Luckenwalde          |

## Títulos

### Por equipo
| # | Club                         | Títulos | Finales. | %     | Años Campeón                                         |
| - | ---------------------------- | ------- | -------- | ----- | ---------------------------------------------------- |
| 1 | FC Energie Cottbus           | 9       | 9        | 100 % | 1995–1996 – 1997–1998 – 2001–2015 – 2017–2019        |
| 1 | SV Babelsberg 03             | 9       | 15       | 60 %  | 1999–2000 – 2006–2007 – 2008–2009 – 2010–2011 – 2016 |
| 3 | Eisenhüttenstädter FC Stahl  | 3       | 6        | 50 %  | 1992–1993 – 2002                                     |
| 4 | FSV Optik Rathenow           | 2       | 4        | 50 %  | 2013–2014                                            |
| 5 | ESV Lok Cottbus              | 1       | 1        | 100 % | 1991                                                 |
| 5 | BSV Brandenburg              | 1       | 1        | 100 % | 1994                                                 |
| 5 | Ludwigsfelder FC             | 1       | 2        | 50 %  | 2003                                                 |
| 5 | SV Germania 90 Schöneiche    | 1       | 2        | 50 %  | 2004                                                 |
| 5 | Märkischer SV 1919 Neuruppin | 1       | 2        | 50 %  | 2005                                                 |
| 5 | SV Falkensee-Finkenkrug      | 1       | 2        | 50 %  | 2012                                                 |
| 5 | FSV Union Fürstenwalde       | 1       | 2        | 50 %  | 2020                                                 |

### Por ciudad
| Región            | Títulos | Campeones                                                                                      |
| ----------------- | ------- | ---------------------------------------------------------------------------------------------- |
| Havelland         | 13      | SV Babelsberg 03 (9), BSV Brandenburg (1), FSV Optik Rathenow (2), SV Falkensee-Finkenkrug (1) |
| Niederlausitz     | 10      | FC Energie Cottbus (9), ESV Lok Cottbus (1)                                                    |
| Ostbrandenburg    | 5       | Eisenhüttenstädter FC Stahl (3), SV Germania 90 Schöneiche (1), FSV Union Fürstenwalde (1)     |
| Dahme / Fläming   | 1       | Ludwigsfelder FC (1)                                                                           |
| Prignitz / Ruppin | 1       | Märkischer SV 1919 Neuruppin (1)                                                               |

### Por Región
| Ciudad                   | Títulos | Campeones                                                              |
| ------------------------ | ------- | ---------------------------------------------------------------------- |
| Babelsberg               | 9       | SV Babelsberg 03 (8), SV Babelsberg 03 II (1)                          |
| Cottbus                  | 9       | FC Energie Cottbus (6), FC Energie Cottbus II (2), ESV Lok Cottbus (1) |
| Eisenhüttenstadt         | 3       | Eisenhüttenstädter FC Stahl (3)                                        |
| Rathenow                 | 2       | FSV Optik Rathenow (2)                                                 |
| Ludwigsfelde             | 1       | Ludwigsfelder FC (1)                                                   |
| Schöneiche               | 1       | SV Germania 90 Schöneiche (1)                                          |
| Neuruppin                | 1       | Märkischer SV 1919 Neuruppin (1)                                       |
| Falkensee                | 1       | SV Falkensee-Finkenkrug (1)                                            |
| Brandenburg an der Havel | 1       | BSV Brandenburg (1)                                                    |